# Varbergs och Falkenbergs kontrakt
Varbergs och Falkenbergs kontrakt är från 2018 ett kontrakt i Göteborgs stift inom Svenska kyrkan. 
Kontraktskoden är 0815.

## Administrativ historik
Kontraktet bildades den 1 januari 2018 av
Falkenbergs kontrakt med
- Fagereds församling
- Falkenbergs församling
- Gunnarps församling
- Gällareds församling som 2023 uppgick i Gunnarps församling
- Krogsereds församling som 2023 uppgick i Gunnarps församling
- Källsjö församling
- Morups församling
- Okome församling
- Skrea församling
- Stafsinge församling
- Susedalens församling
- Torups församling
- Ullareds församling
- Vessige församling
- Vinberg-Ljungby församling
- Älvsereds församling

Varbergs kontrakt med
- Spannarps församling
- Träslövs församling
- Lindberga församling
- Tvååkers församling
- Varbergs församling
- Värö-Stråvalla församling
- Veddige-Kungsäters  församling
- Himledalens församling
- Sibbarp-Dagsås församling